# 埼玉福祉保育医療製菓調理専門学校
埼玉福祉保育医療製菓調理専門学校（さいたまふくしほいくいりょうせいかちょうりせんもんがっこう）は、埼玉県さいたま市大宮区仲町三丁目にある私立専門学校。設置者は学校法人東京滋慶学園。

## 概要
介護福祉士、保育士、言語聴覚士、社会福祉士、調理師、パティシエを養成する専門学校。1996年4月、学校法人埼玉福祉学園より、埼玉福祉専門学校として開校。その後、2017年4月に埼玉福祉・保育専門学校へ、2020年4月に埼玉福祉保育医療専門学校へ学校名を変更した。2021年4月には、法人合併によって運営法人が学校法人東京滋慶学園となった。2023年4月、学校名を埼玉福祉保育医療製菓調理専門学校に変更し、埼玉ベルエポック製菓調理専門学校から調理師科とパティシエ科（1年制）を引き継いだ。

## 設置学科
- 介護福祉士科（介護福祉士を目指す昼間2年制の学科）
- 社会福祉養成科（社会福祉士を目指す夜間1年制の学科）
- 保育士科（保育士・幼稚園教諭を目指す2年制の昼間、夜間学科）
- 言語聴覚士科（言語聴覚士を目指す昼間3年制の学科）
- 調理師科（調理師を目指す昼間2年制の学科）

### 受験資格・免許
- 介護福祉士（受験資格）
- 社会福祉士（受験資格）
- 社会福祉主事任用資格
- 保育士
- 幼稚園教諭二種
- 言語聴覚士（受験資格）
- 調理師
- 製菓衛生師（受験資格）

### 取得を目指せる資格
- コミュ二ケーションスキルアップ検定
- 専門調理師技術考査
- 食品技術管理専門士

## 所在地
- 埼玉県さいたま市大宮区仲町3-88-2
- 埼玉県さいたま市大宮区仲町3-25（元埼玉ベルエポック製菓調理専門学校）